# Мігель Бергер
Мігель Бергер (1961, Мадрид) німецький дипломат. Державний секретар Міністерства закордонних справ ФРН з 2020 по 2021. Посол у Великій Британії з травня 2022.

## Кар'єра
З 1990 по 1993 працював референтом з питань німецької меншини в посольстві ФРН в Румунії. До 1997 був референтом з питань преси та політики посольства в Мексиці. Після цього продовжив кар'єру у відділі парламенту та уряду МЗС. У 1999—2002 дипломат займав посаду заступника керівника цього відділу. В 2002—2004 — заступник керівника економічного відділу Постійного представництва ФРН при ООН в Нью-Йорку. З 2004 — керівник німецького представництва при Палестинській адміністрації. В 2006 очолює відділ парламенту та уряду МЗС. З червня 2010 до липня 2013 дипломат був заступником Постійного представника ФРН при ООН. В 2011—2012 Німеччина була непостійним членом Ради Безпеки ООН. Під час 67 сесії Генеральної Асамблеї ООН (вересень 2012-вересень 2013) — голова комітету з бюджетних та адміністративних питань.
В серпні 2013-червні 2014 Мігель Бергер представник МЗС з питань глобалізації, енергетики та кліматичної політики.
З липня 2014 по липень 2016 працює регіональним директором в МЗС ФРН з питань Близького та Середнього Сходу і країн Магрибу.
Починаючи з липня 2016 він очолює Департамент економіки та сталого розвитку МЗС.
З травня 2020 до грудня 2021 Мігель Бергер був Державним секретарем Міністерства закордонних справ ФРН.